# Jean Vuarnet
Jean Vuarnet (Il Bardo, 18 gennaio 1933 – Sallanches, 2 gennaio 2017) è stato uno sciatore alpino e allenatore di sci alpino francese, olimpionico nella discesa libera a Squaw Valley 1960.
Era marito di Édith Bonlieu, a sua volta sciatrice alpina di alto livello.

## Biografia

### Carriera sciistica
Sciatore specialista della discesa libera originario di Morzine, ottenne il primo risultato internazionale di rilievo ai Mondiali di Bad Gastein 1958, ai quali vinse la medaglia di bronzo.
Due anni dopo agli VIII Giochi olimpici invernali di Squaw Valley 1960, sua unica partecipazione olimpica, vinse la medaglia d'oro nella discesa libera, valida anche ai fini dei Mondiali del 1960. Ottenne tale risultato anche grazie alle innovazioni tecniche delle quali fu pioniere: la posizione a uovo e gli sci in metallo.

### Carriera da allenatore
Dal 1962 al 1971 fu un tecnico nei quadri della federazione sciistica francese; in seguito divenne primo allenatore della nazionale italiana di sci alpino, incarico che mantenne fino al 1972.

### Altre attività
Dopo il successo olimpico legò il suo nome a un modello di occhiali da sole (i "Vuarnet") prodotto dalla Sporoptic Pouilloux e rimasto celebre.

## Palmarès

### Olimpiadi
- 1 medaglia, valida anche ai fini iridati:
  - 1 oro (discesa libera a Squaw Valley 1960)

### Mondiali
- 1 medaglia, oltre a quella vinta in sede olimpica e valida anche ai fini iridati:
  - 1 bronzo (discesa libera a Bad Gastein 1958)